# حوزه انتخابیه هشتم ویسکانسین
حوزه انتخابیه هشتم ویسکانسین یک حوزه انتخابیه مجلس نمایندگان آمریکا است که در ایالت ویسکانسین قرار دارد.